# ナリヤン
ナリヤンとは、ヤンキー用語である。なりヤンともいわれる。

## 概要
ヤンキー漫画で使われたのが最初で、その当時の意味は、「成り上がりヤンキー」であったが、広まるにつれて、いくつかの意味に分かれていった。2012年5月現在、まだ一般的ではないが、いくつかのホームページで紹介されるようになってきている。
意味については、諸説ある。
- ヤンキーに成り上がっていく、または、いる人。
- 上記から派生した似た意味で、ヤンキーになりたてのヤンキー。
- 本当はヤンキーではないのにヤンキーになりきっている人。
- ナリ（格好）だけの見せかけのヤンキー。
- ナリだけではないが、ナリをやたら気にするヤンキー。

「ナリヤン」は「成り上がりヤンキー」、「なりヤン」は「なりきってるヤンキー」と使い分けられることもある。